# Hily
O Hily é um aplicativo de encontros online que utiliza aprendizagem automática e inteligência artificial para juntar possíveis parceiros. Sendo o seu nome criado como um acrónimo para "Hey, I Like You", o aplicativo foi projetado para recomendar possíveis correspondências analisando os antecedentes, interesses e atividade dos usuários no aplicativo. As opções de registro do aplicativo incluem as identidades de gênero masculino, feminino e não binário.
Hily foi lançado inicialmente em agosto de 2017. Segundo o TechCrunch, o aplicativo tinha 35.000 usuários durante a fase beta fechada em outubro de 2017. Mais tarde, Hily adquiriu usuários adicionais por meio de uma parceria com o Snapchat. Em agosto de 2019, o aplicativo registou 5 milhões de usuários.

## História
Hily foi co-fundado por Yan Pronin e Alex Pasykov. O conceito do aplicativo teve origem na formação profissional da Pronin em análise e modelagem estatística. O aplicativo foi projetado para conetar potenciais parceiros com base em interesses semelhantes, em vez de localização geográfica e atratividade física. Em 14 de agosto de 2017, o aplicativo foi lançado nos Estados Unidos. Em março de 2019, também foi lançado no Reino Unido, Irlanda e França.
Em agosto de 2019, o aplicativo teve 5 milhões de usuários e ficou entre os três principais aplicativos de encontros utilizados pelos consumidores nos EUA no segundo trimestre de 2019.

## Operação
Hily utiliza algoritmos de inteligência artificial e estatísticos. Ele analisa dados como profundidade de diálogo, escolha de palavras e gostos mútuos para identificar perfis com alta probabilidade de correspondência. Em agosto de 2018, Aime Williams, da FT Magazine, comentou que o monitoramento de Hily das trocas verbais dos usuários "leva as coisas um passo adiante" do que os aplicativos de redes geossociais dos concorrentes.
A plataforma do usuário requer a verificação da conta através da captura de fotos ao vivo, envio de uma foto de um ID oficial ou integração de mídia social. Em setembro de 2017, Josiah Motley, editor sênior da KnowTechie, mencionou o processo de verificação de Hily afirmando: "Embora nenhum sistema seja perfeito, é um passo promissor na direção certa".

## Modelo de negócio
Hily é distribuído sob um modelo de negócios freemium. O aplicativo é gratuito para baixar e usar, enquanto funcionalidades adicionais são acessíveis por meio de um plano de assinatura paga.